# Malaconotidae
Famille
Les Malaconotidae (ou malaconotidés) sont une famille de passereaux constituée de 8 genres et 48 espèces. Auparavant classés parmi les pie-grièches, les malaconotidés sont désormais considérés comme génétiquement distincts. Leur nom fait référence à leur plumage dorsal et croupé duveteux.
De même que les prionopinés, leurs proches parents, les malaconotidés sont apparus en Afrique relativement récemment. Cette famille est endémique à l'Afrique subsaharienne, mais absente de Madagascar, où les vangas sont leur plus proches parents. Les malaconotidés habitent les broussailles ou les forêts clairsemées, et plus rarement les marécages, les forêts d'afromontane ou tropicales. Ils partagent certaines habitudes avec les pie-grièches, chassant les insectes et autres petites proies depuis un perchoir dans un buisson. Ils pondent jusqu’à quatre œufs dans un nid cupulaire, généralement construit dans les arbres.
Bien qu’ils aient une morphologie comparable à celle des pies-grièches, ces oiseaux sont généralement soit très colorés, soit majoritairement noirs ; certaines espèces sont assez discrètes. Certaines espèces de malaconotidés présentent des parades nuptiales flamboyantes. Les mâles du genre Dryoscopus, par exemple, hérissent les plumes de leur dos et croupe, prenant ainsi l’apparence d’une petite boule.

## Liste alphabétique des genres
- Bocagia (1 espèce)
- Chlorophoneus (6 espèces)
- Dryoscopus Boie, 1826 (6 espèces)
- Laniarius Vieillot, 1816 (20 espèces)
- Malaconotus Swainson, 1824 (6 espèces)
- Nilaus Swainson, 1827 (1 espèce)
- Tchagra Lesson, 1831 (4 espèces)
- Telophorus Swainson, 1832 (5 espèces)

## Liste des espèces
D'après la classification de référence (version 5.2, 2015) du Congrès ornithologique international (ordre phylogénique) :
- (en) Congrès ornithologique international : Malaconotidae dans l'ordre Passeriformes